# Tifón Molave
El tifón Molave, conocido en Filipinas como tifón Quinta (designación internacional: 2018, designación JTWC: 21W), fue un poderoso tifón que afectó a Filipinas y luego a Vietnam en octubre de 2020, convirtiéndose en el más fuerte en golpear a Vietnam desde el tifón Damrey en 2017. Molave, la decimoctava tormenta en recibir nombre y el octavo tifón de la temporada de tifones en el Pacífico de 2020, se originó a partir de una depresión tropical que se formó 23 de octubre de 2020 al este de Palaos. A las 15:00 UTC del día siguiente, la depresión se convirtió en tormenta tropical Molave, ya que se desplazó generalmente hacia el noroeste. Molave pronto se convirtió en tifón el 25 de octubre cuando giró hacia el oeste, poco antes de tocar tierra en la isla San Miguel en Albáy, con otro en Malinao, San Andrés, Torrijos y Pola. Después de atacar Filipinas, Molave entró en el Mar de China Meridional y comenzó a intensificarse nuevamente. Molave se fortaleció hasta convertirse en un poderoso tifón de categoría 3 más tarde ese día, antes de debilitarse nuevamente a medida que se acercaba a Vietnam. El tifón azotó Vietnam el 28 de octubre, antes de debilitarse rápidamente a medida que avanzaba hacia Indochina.
Después de abrir un camino de destrucción, se ha confirmado la muerte de 47 personas y otras 81 están desaparecidas de Molave. El daño total se estima en $268 millones (2020 USD), aunque se desconoce el alcance total del daño en Vietnam.

## Historia meteorológica

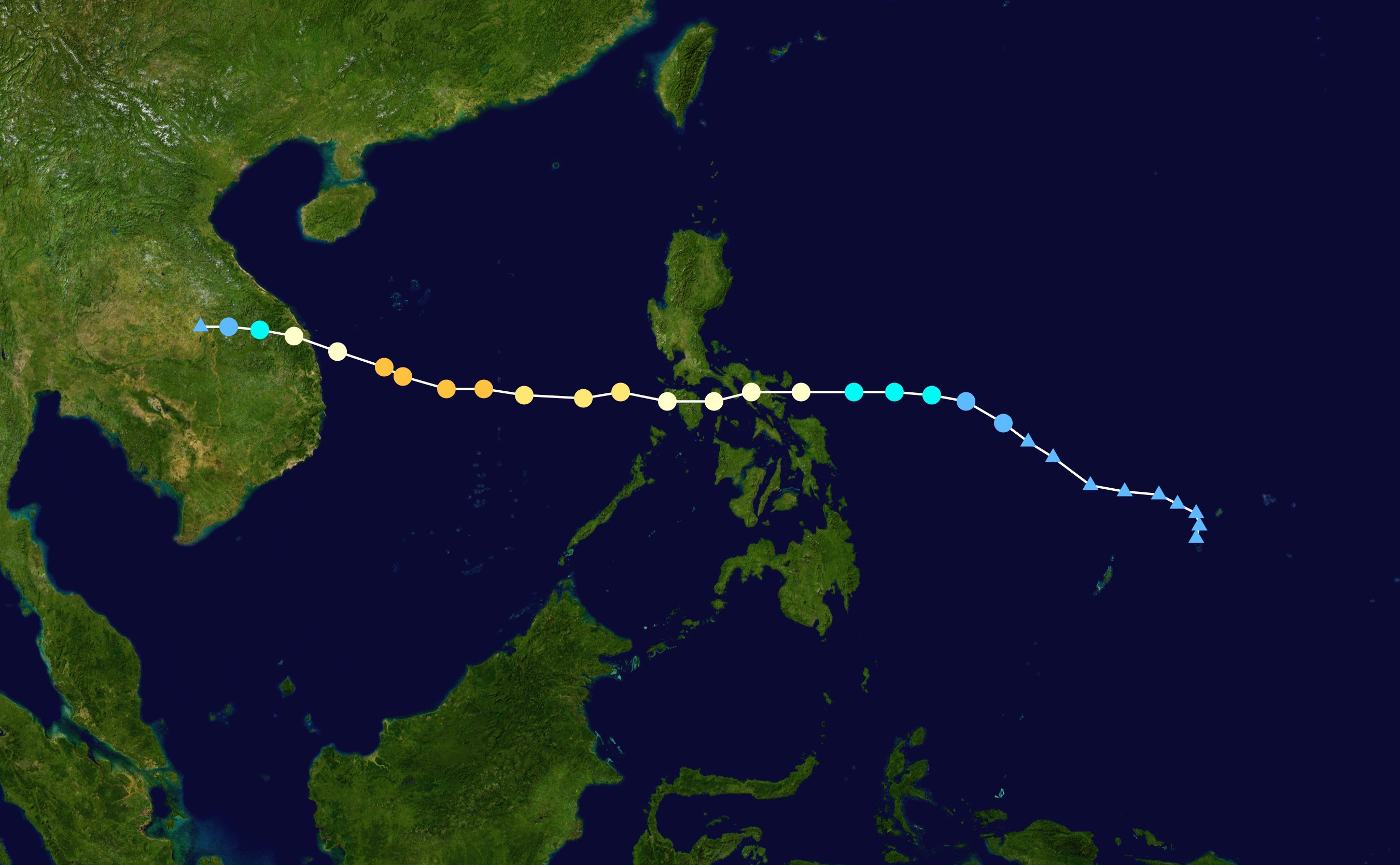
Mapa que traza la trayectoria y la intensidad de la tormenta, de acuerdo con la escala de huracanes de Saffir-Simpson